# The Kelly Rowland Edition
The Kelly Rowland Edition é um extended play (EP) gravado pela cantora e compositora norte-americana Kelly Rowland, que o distribuiu independentemente em plataformas digitais a partir de 19 de Maio de 2019. O projecto consiste em três canções inéditas: "Don't You Worry", com um sentimento descontraído e sinuoso que flutua por cima de cordas sintetizadas e bateria simples com influência leve de música soul e dance; "Diamonds", com "vocais como mel;" e "See Me", uma carta de amor ao R&B clássico com produção e arranjos similares a trabalhos de old school hip hop.
Um mini-documentário de treze minutos filmado ao longo das sessões de gravação nos estúdios Red Bull Music em Los Angeles, Califórnia, foi publicado no perfil oficial da empresa homónima proprietária do local, que também patrocinou o EP, a 28 de Maio de 2019.

## Alinhamento de faixas
| The Kelly Rowland Edition |                   | |                     |         |  |
| N.º                       | Título            | Compositor(es)                                                                                                   | Produtor(es)        | Duração |  |
| 1.                        | "Don't You Worry" | Jeffrey Ampofo Nuamah Wayne Wright Kelendria Rowland Fabian Mazur Alexandra Grace Saad Brittany Shanae Dickinson | F. Mazur Lord Quest | 3:31    |  |
| 2.                        | "Diamonds"        | J. A. Nuamah W. Wright K. Rowland F. Mazur A. G. Saad                                                            | F. Mazur Lord Quest | 3:11    |  |
| 3.                        | "See Me"          | J. A. Nuamah W. Wright B. S. Dickinson Tim Moore Che Michael Olson Marcus Anthony Williams                       | TWhy Xclusive       | 2:49    |  |
| Duração total:            | Duração total:    | Duração total:                                                                                                   | Duração total:      | 9:31    |  |

## Créditos e pessoal
Os créditos seguintes foram adaptados do Tidal e do YouTube:
- Gravado no estúdio Red Bull Music em Los Angeles, Califórnia, EUA;
- Composição: Jeffrey Ampofo Nuamah, Wayne Wright, Kelly Rowland, Fabian Mazur, Alexandra Grace Saad, Brittany Shanae Dickinson, Tim Moore, Che Michael Olson, Marcus Anthony Williams;
- Produção e arranjos: F. Mazur, Lord Quest, TWhy Xclusive;
- Vocalista: K. Rowland.